# Natation synchronisée
La natation synchronisée, officiellement dénommée natation artistique depuis l'été 2017,, est un sport nautique pratiqué en piscine qui combine des éléments de gymnastique, de danse et de natation.
Discipline exigeante et complexe, elle demande une grande force cardio-respiratoire, ainsi qu'une grande énergie musculaire. Les athlètes doivent être souples, puissants, créatifs et endurants : la natation synchronisée, proche de la danse, demande en outre de la concentration pour suivre le rythme musical, se déplacer et se repérer en trois dimensions dans l'eau.
Traditionnellement uniquement féminin, ce sport tend à devenir mixte. Certaines fédérations nationales, comme celles des États-Unis, du Canada, de l'Italie, de la Russie et de la France acceptent les compétiteurs masculins. Depuis les championnats du monde de 2015, à Kazan, une nouvelle épreuve est apparue : le duo mixte, qui est donc exécuté par un homme et une femme, ce qui est une première pour une compétition internationale. Depuis les championnats du monde de 2023, des épreuves solos réservées aux hommes existent. Les Jeux olympiques de 2024 devaient être les premiers à s'ouvrir aux hommes.

## Historique
La natation synchronisée moderne est apparue en 1907 avec Annette Kellerman, une championne de natation synchronisée australienne qui donne alors un spectacle dans un bassin en verre à New York. Des clubs et des équipes universitaires apparaîssent dans divers pays dans les trente années qui suivent, notamment en Amérique du Nord. La première compétition de natation synchronisée et de figures imposées aurait été organisée au Young Women's Christian Association (YWCA) de Montréal, Canada, en 1924.
Le terme de natation synchronisée serait apparu en 1934 à Chicago, lors de l'annonce de la performance d'une équipe de 60 nageuses, The Modern Mermaids, entraînées par Katherine Curtis,. Les ballets aquatiques ont popularisé ce sport dans les années 1930, ainsi que les films hollywoodiens, comme Prologues, de Lloyd Bacon, avec la chorégraphie de Busby Berkeley, By a Waterfall (près d'une chute d'eau), en 1933 et Le Bal des sirènes de George Sidney tourné en 1944 avec Esther Williams.
- 1891 : première compétition de « ballet aquatique » à Berlin, Allemagne[3].
- 1907 : débuts d'Annette Kellerman à New York.
- 1915 : l'américaine Katherine Curtis commence à associer acrobatie aquatique et musique, elle fonde le premier club en 1923 à Chicago[6].
- 1924 : première compétition à Montréal, Canada[4].

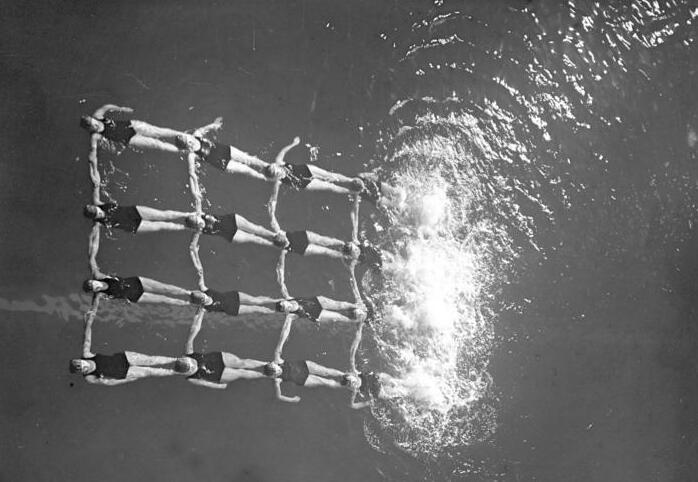
Club féminin de ballet aquatique à Berlin en 1932.

- 1939 : première compétition (règles établies par Katherine Curtis et Frank Havlicek) entre deux universités ; le Chicago Teacher's College et le Wright Junior College[6].
- 1941 : la Amateur Athletic Union (AAU) (États-Unis) reconnait la nage synchronisée comme une discipline de sport aquatique[6].
- 1950 : premiers championnats de France.
- 1952 : introduction en Europe de la natation synchronisée, lors d'une démonstration aux Jeux olympiques d'Helsinki (il y aura d'autres démonstrations jusqu'en 1984, date de son entrée aux Jeux Olympiques)[6].
- 1956 : la Fédération internationale de natation (FINA) ratifie les règlements.
- 1973 : premiers championnats du Monde à Belgrade, Yougoslavie.
- 1974 : premier congrès mondial de natation synchronisée à Ottawa. Création d'une réglementation internationale de figures imposées. La France abandonne le nom de « natation artistique » pour s'aligner sur les autres pays et adopter le terme plus sportif de « natation synchronisée ». Premiers Championnats d'Europe à Amsterdam, Pays-Bas[7].
- 1983 : première Coupe du monde à Tokyo, Japon.
- 1984 : premiers Jeux olympiques à Los Angeles, États-Unis, pour les épreuves de solos et duos uniquement.
- 1989 : premiers Championnats du monde Juniors à Cali, Colombie.
- 1996 : jeux olympiques d'Atlanta (équipes de 8 nageuses). Dernières épreuves solos.
- 2000 : jeux olympiques de Sydney (duos et équipes).
- 2006 : premier trophée FINA à Moscou, Russie.
- 2006 : championnats du monde juniors en Chine.
- 2007 : championnats du monde seniors à Melbourne, Australie.
- 2008 : jeux olympiques d'été de 2008 (duos et équipes).
- 2009 : championnats du monde de natation 2009 à Rome, Italie.
- 2010 : jeux du Commonwealth à Delhi, Inde.
- 2011 : championnats du monde de natation 2011 à Shanghai, Chine.
- 2012 : jeux olympiques d'été de 2012 à Londres, Royaume-Uni.
- 2013 : championnat du monde seniors à Barcelone, Espagne.
- 2018 : championnat d'Europe à Berlin, Allemagne[8].
- 2014 : championnat du monde masters à Montréal, Canada.
- 2016 : championnat Open masters à Bruxelles, Belgique.
- 2016 : championnat d'Europe à Londres, Royaume-Uni.
- 2017 : championnat du monde masters à Budapest, Hongrie.
- 2018 : championnat d'Europe à Glasgow, Royaume-Uni.
- 2021 : championnat d'Europe à Budapest, Hongrie.
- 2022 : championnat d'Europe à Rome, Italie.
- 2023 : jeux européens de 2023 à Oświęcim, Pologne[9].
- 2023 : coupe du Monde du 5 au 7 mai 2023 à Montpellier, France[10].
- 2023 : natation artistique aux Championnats du monde de natation 2023 du 14 au 22 juillet 2023 à Fukuoka, Japon.

## Principaux résultats
- Jeux olympiques de 1984.
- Jeux olympiques de 1988
- Jeux olympiques de 1992.
- Jeux olympiques de 1996.
- Jeux olympiques de 2000.
- Jeux olympiques de 2004.
- Jeux olympiques de 2008.
- Jeux olympiques de 2012.
- Jeux olympiques de 2016.
- Jeux olympiques de 2020.
- Liste des médaillés en natation synchronisée aux championnats du monde de natation.

## Règles de base

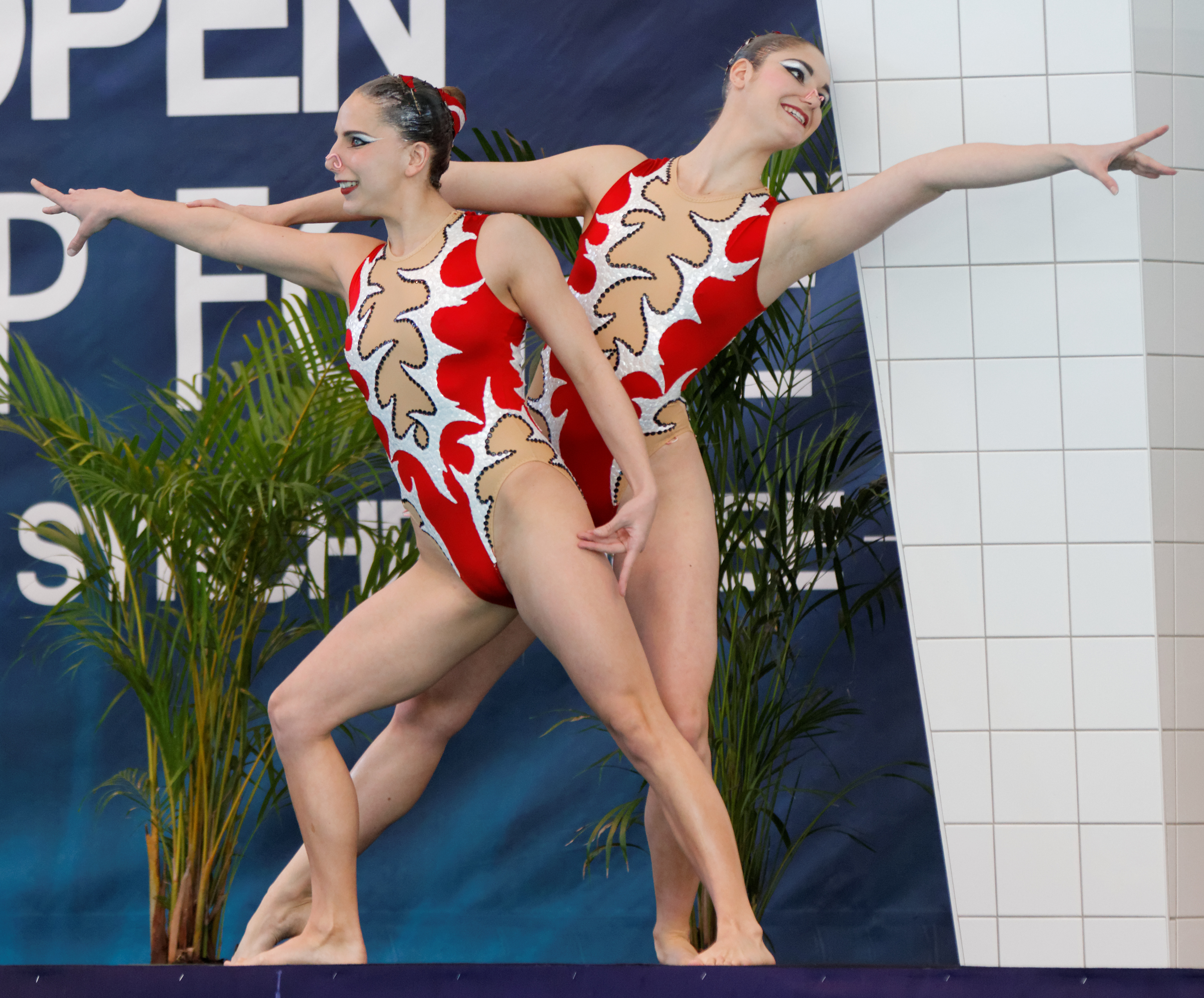
Un duo en natation synchronisée.

En natation synchronisée les points récompensent la technique, le sens artistique et la difficulté.
Il existe des compétitions solo, duo, en équipes de huit nageuses ou de dix nageuses dans un ballet « combiné ». Les ballets durent entre 2 min et 5 min, selon la catégorie d'âge et de l'épreuve. Une marge de 15 s est autorisée avant ou après. Les duos ont droit à une remplaçante, une équipe et un combiné peuvent en avoir deux.
Les nageuses ont le droit de présenter une danse sur la plage, avant le démarrage de leur musique mais elles ne doivent pas excéder 10 s.
Les nageuses n'ont en aucun cas le droit de toucher le fond de la piscine, même lorsqu'elles effectuent des portés (lorsqu'une voltigeuse saute au-dessus de l'eau grâce à la propulsion que lui donnent ses coéquipières). Lors des compétitions importantes, une caméra sous-marine vérifie qu'aucune nageuse ne s'aide du fond, sinon l'équipe obtient une pénalité.
Une compétition se déroule en deux parties :
- les figures imposées :
  - pour les benjamines et minimes comportent quatre figures imposées (deux obligatoires et deux tirées au sort), réalisées de manière statique et sans musique devant un jury,
  - pour les juniors et seniors, les nageuses exécutent des éléments imposés (qui sont les mêmes pour tous les clubs et/ou nations), dans un ordre donné et harmonisés durant leur chorégraphie qu'elles peuvent réaliser en solo, duo ou en équipe. On les appelle « épreuves techniques » ;
- le programme libre dans lequel les entraîneurs créent leur propre programme (solo, duo, équipe), parfois à l'aide de la créativité des nageuses, sur une durée imposée.

Les positions de base principales sont la « queue de poisson » (ou « flamant rose »), la « verticale », la « jambe de ballet », la « verticale jambe pliée », le « château », etc..
Pendant l'exécution des programmes, il est interdit de toucher le fond de la piscine ou le bord du bassin. Les mouvements peuvent être effectués avec les jambes ou les bras, sous l'eau ou hors de l'eau. Il est possible de faire des portés. Toutes les nageuses doivent évoluer de façon synchronisée entre elles et avec la musique.
Les juges doivent noter le travail technique pour les figures et les aspects techniques, artistiques et la difficulté pour les programmes. Les notes techniques sont données pour la synchronisation et l'exécution des mouvements. Les notes artistiques sont données pour la chorégraphie, l'interprétation musicale et le style de présentation. Les notes de difficulté sont données pour la difficulté de la chorégraphie (position rapprochée entre les nageuses, longueur des figures, rapidité d'exécution, mouvements difficiles, etc.
La tenue autorisée se compose :

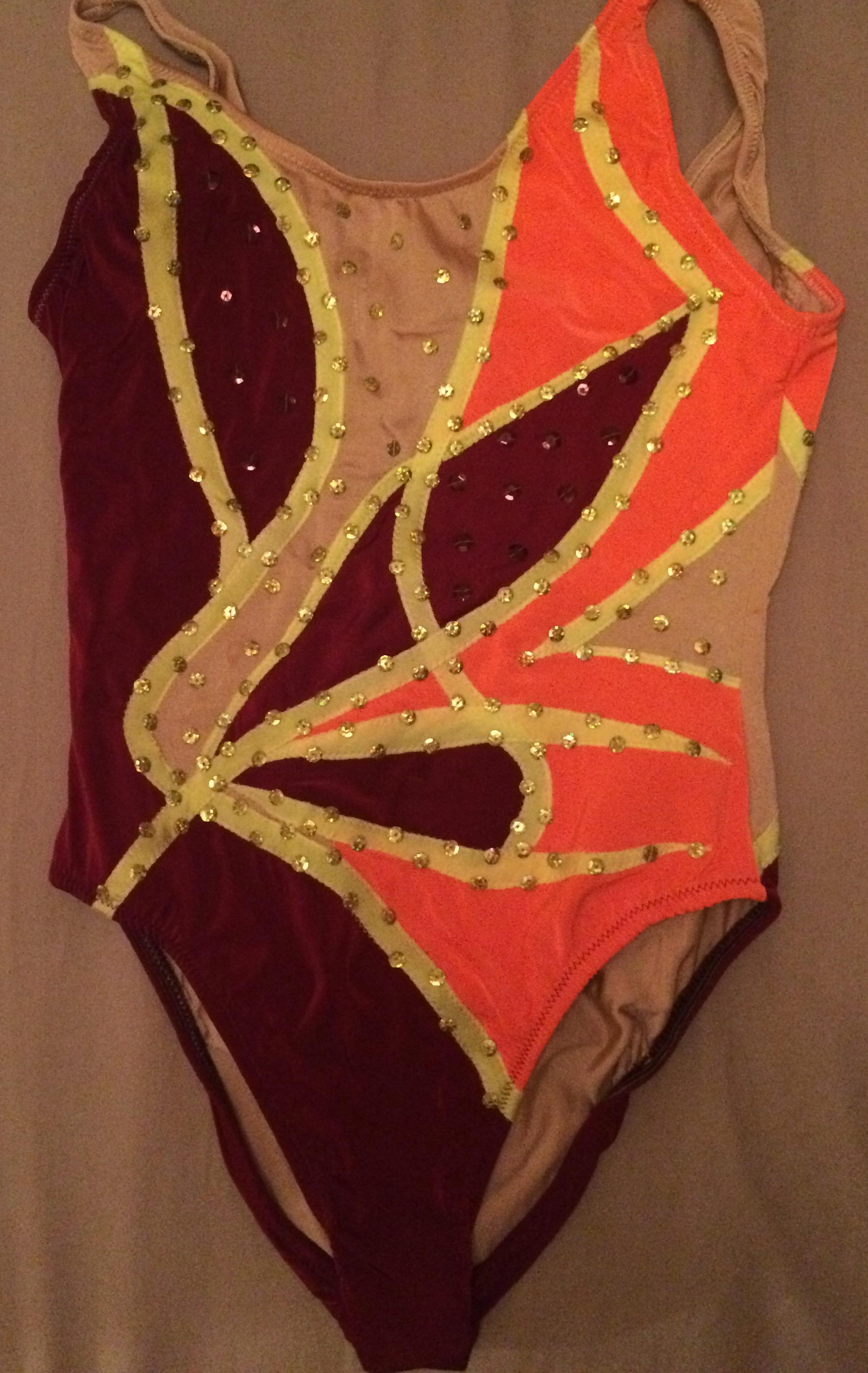
Maillot de bain de compétition.

- d'un pince-nez qui empêche l'eau de rentrer dans le nez lorsque les nageuses ont la tête « à l'envers », c'est-à-dire surtout lors des figures. Les pince-nez sont autorisés en toutes circonstances ;
- de lunettes de natation qui ne sont autorisées que pour les séances d'entraînement et les figures imposées. Elles ne sont pas permises lors des ballets en compétition ;
- d'un bonnet de bain autorisé pour les séances d'entraînement et les figures imposées. Les figures imposées s'exécutent en maillot de bain noir et en bonnet blanc (au Québec, il s'agit d'un maillot de bain noir et d’un bonnet de l'équipe dont les nageuses font partie pour l’entraînement et d'un maillot de bain noir et d’un bonnet blanc pour les figures imposées) afin que les nageuses ne soient pas reconnaissables par le jury lors des compétitions ;
- d'un maillot de bain, couleurs au choix pour les séances d'entraînement, noir pour les figures imposées et en accord avec le thème musical pour les programmes. Les maillots de bain de compétition sont beaucoup plus travaillés. Il peut y avoir différents tissus, de différentes couleurs, des paillettes et des motifs rappelant la musique. Les maillots de bain doivent être d'une pièce, sans trop d'échancrure (au-dessus des hanches maximum) ni de décolleté. Les accessoires ne sont pas permis.

Par ailleurs, les coiffes (uniquement pour les programmes), en harmonie avec les maillots, sont tenues par des pinces, autour d'un chignon, sur des cheveux gélatinés (avec de la gélatine alimentaire) pour une bonne tenue dans l'eau. Le maquillage est en harmonie avec les couleurs du maillot et le vernis à ongles est autorisé uniquement pour les compétitions internationales, à condition que toutes les nageuses aient le même. Le port de bijoux est interdit et les tatouages doivent être couverts.

## Blessures liées à la natation artistique

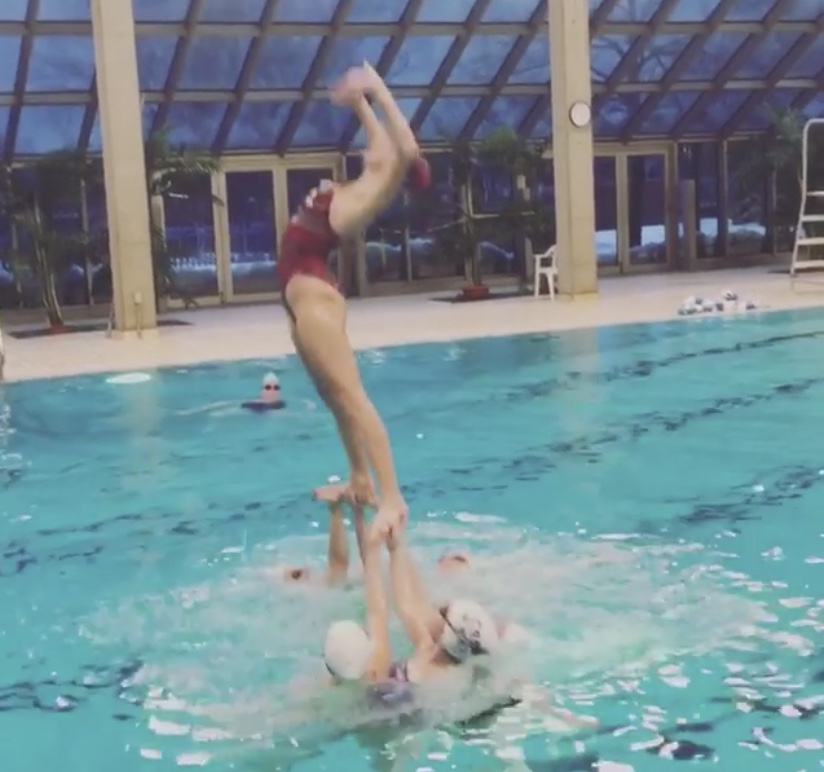
Les nageuses exécutent une poussée acrobatique qui consiste à propulser une nageuse hors de l'eau afin qu'elle puisse réaliser un mouvement ou une position.

La natation artistique peut être perçue comme étant un sport facile à exécuter. Souvent, dans les médias, cette discipline olympique est ridiculisée. Le fait que les athlètes de ce sport peuvent souffrir de différentes blessures en raison de leur pratique est déconcertant. En effet, selon un rapport réalisé en 2018 par le Réseau des instituts du sport olympique et paralympique du Canada et À nous le podium (ANP), la natation artistique est considérée comme un sport à risque élevé en incident provoquant des commotions cérébrales. Cette discipline, comme le football, expose ses athlètes au risque de ce type de blessures. Chaque année, la natation artistique devient de plus en plus complexe et demande encore plus d'efforts auprès des athlètes. Ce sport jugé accorde plus de valeurs aux mouvements rapides et énergiques. De même que les patrons que les nageurs effectuent, soit leur positionnement dans l’eau, sont davantage rapprochés, favorisant des collisions pouvant provoquer de blessures mineures ou graves. Aussi, les poussées acrobatiques, où les athlètes projettent une personne hors de l'eau pour effectuer un saut, sont des situations fréquentes d'incidents. Par ailleurs, en raison des nombreuses heures d'entraînements, soit au moins deux séances de 3 à 5 h par jour, les athlètes ont plus de risque de subir des blessures aux articulations. Notamment, les trois blessures les plus communes se situent aux genoux, aux épaules ainsi qu’aux lombaires. Les sportifs utilisent ces articulations et leurs muscles pour être en mesure de se maintenir hors de l'eau. En quelque sorte, c'est la répétition de ces mouvements, tels que le rétropédalage, qui affaiblissent ces parties du corps.

## Jugement
Lors des compétitions de figures, les nageuses sont notées par cinq juges. Les notes sont attribuées selon plusieurs critères : les positions de base, les transitions, la lenteur, la clarté, la hauteur et le mouvement uniforme ainsi que le déplacement (vérifié par une bande rouge placée devant le jury).
Pour ce qui est des programmes libres, il existe trois panels, chacun composé généralement de cinq juges. Ces trois panels évaluent soit l'exécution, soit l'impression artistique soit la difficulté.
Le mérite technique comprend deux composantes :
1. l'exécution comprenant les techniques de nage, la propulsion, la précision des patrons ;
2. la synchronisation entre les nageuses et la synchronisation des mouvements avec la musique.

L'impression artistique comprend trois composantes :
1. la chorégraphie incluant la variété des mouvements et la créativité de ceux-ci, le parcours dans la piscine, la variété des patrons et des transitions ;
2. l'interprétation musicale (utilisation de la musique et coordination de la nageuse avec celle-ci) ;
3. la présentation (façon dont les nageuses se présentent sur le bord de la piscine et dans l’eau.

La difficulté évalue la difficulté des mouvements, des positions, des propulsions, des transitions, des formations (positions des nageuses les unes par rapport aux autres).
Pour ce qui est des programmes techniques, deux notes sont accordées par les juges : une note pour l’exécution et une note pour l'impression générale. La note de l'exécution comprend l'exécution des éléments obligatoirement requis dans la routine et l'exécution du reste de la routine. La note de l'impression générale comprend la synchronisation (avec la musique et entre les nageuses), la difficulté des mouvements, la chorégraphie et l'utilisation de la musique et la méthode de présentation.

## Les hommes et la natation synchronisée
La natation synchronisée était initialement pratiquée par les hommes sous forme de ballets aquatiques. Après les succès des femmes dans ce sport, ceux-ci se virent fermer les compétitions, comme au Québec en 1924 et sa pratique fut abandonnée.
En septembre 2000, la Fédération internationale de natation accepte finalement les hommes, pour les compétitions internationales par couples, à partir de la Coupe du monde de Zurich de 2002.
L'année 2015 voit le renouveau de la natation synchronisée masculine, avec une nouvelle épreuve de couple, le duo mixte, ouverte aux hommes lors des championnats du monde de natation à Kazan avec la consécration de Bill May et Kristina Lum. Cette décision prise par la Fédération internationale de natation provoque des réactions désapprobatrices de la Russie, dont le ministre des sports indique que ce sport devrait être exclusivement féminin.
Des épreuves de natation artistique réservées aux hommes font leur apparition aux championnats du monde de natation de 2023 avec une épreuve masculine de solo libre et une épreuve masculine de solo technique.
Alors que l'ensemble des disciplines olympiques sont accessibles aux femmes depuis les Jeux olympiques de 2012, la natation synchronisée était l'une des deux dernières disciplines fermées aux hommes, avec la gymnastique rythmique,,. À partir des Jeux de 2028, les hommes pourront participer aux épreuves par équipes (libre et technique) en intégrant deux hommes maximum dans des équipes de huit mais pas à celles des solos et duos (libre et technique).
Le 22 juin 2024, un groupe de quatre hommes du Cercle des nageurs de Brest surnommés les "Homards étincelants" (Pierre Le Roux, Fabrice Manac'h, Yannick Jacob et Mathieu Hamon) est devenu la première équipe championne de France du combiné masculin dans la catégorie Master (plus de 25 ans). Leur groupe a été créé et est entraîné par Anaïg Dieu-Dutertre.
En 2018, sort le film de Gilles Lellouche Le grand bain, consacré à ce sujet.

## Principales compétitions nationales
L'autorisation des nageuses à la participation aux compétitions officielles est conditionnée par l'âge.

### Belgique

#### Catégories
En Belgique, les catégories sont :
- loisir, groupe ne faisant pas de compétitions ;
- avenir, groupes de compétitions jusqu'à 12 ans ;
- jeunes, de 12 à 15 ans ;
- juniors, de 15 à 18 ans ;
- seniors, à partir de 18 ans ;
- masters, + de 20 ans.

### France

#### Catégories
En France, l'apprentissage de la natation synchronisée est échelonné par le passage de trois niveaux, composés chacun de trois épreuves : technique, danse, improvisation et propulsion, dont la difficulté augmentera avec le niveau à valider. Puis les compétitions de ballets s'effectuent selon la catégorie d'âge des nageuses[réf. nécessaire].
Les catégories sont : loisir et débutantes.
La formation de la nageuse est composée des étapes suivantes :
- journées découvertes ;
- Synchro nat' :
  - Synchro d'argent,
  - Synchro d'or.

La compétition est accessible à différents niveaux : niveau challenge, régional, inter-régional N3, N2 puis N1, le tout selon les différentes catégories d'âge (benjamines, espoirs, juniors, seniors).

#### Compétitions

##### La coupe Promotion
C'est le premier niveau de compétition régional et inter-régional. Cette compétition se compose de ballets d'équipe où certains éléments sont imposés et exécutés dans un ordre défini (certaines régions proposent également des solos et des duos). Cette compétition regroupe les catégories benjamines, minimes, juniors et seniors.

##### Les Championnats
Les compétitions se font selon les groupes de niveaux et une compétition regroupe tous les âges :
- pour les cycles 1 et 2, les épreuves sont constituées d'un parcours de danse au sol, de figures imposées, d'une épreuve d'improvisation sur un thème musical tiré au sort, d'une propulsion technique : un parcours technique tirée au sort entre 2 choix, une propulsion ballet : un mini ballet sur un thème musical défini pour toutes et d'un ballet combiné : programme nagé par dix filles alternant solo, duo, quatuor, équipe ;
- en catégorie juniors, les épreuves sont composées de figures imposées tirées au sort 72 heures avant le début de la compétition parmi trois groupes de figures et un groupe de figure obligatoire (chaque groupe est composé de deux figures) et de ballets libres (solos, duos ou équipes) ;
- en catégorie seniors, il faut présenter un ballet technique qui remplace les figures imposées et un ballet libre ;
- en toute catégorie, l'épreuve est composé d'un ballet combiné, aucune limite d'âge.

##### Évaluation des jeunes
Dans le programme sportif, défini par la Fédération française de natation, la partie « programme de formation » a pour objectif de proposer aux nageuses et entraîneurs des outils de préparation physique, technique et artistique, pouvant guider la formation des jeunes nageuses, tout au long de la saison sportive.
Ce programme se décompose en trois étapes :
- la journée de référence qui clôt la préparation physique du premier trimestre. Elle est conseillée à toutes les nageuses ; elle est obligatoire pour les nageuses benjamines et minimes qui désirent suivre la filière de l’évaluation des jeunes (avec pour objectif final les stages d’été) et la préparation aux sélections en équipe de France minimes. Un bonus est attribué au classement des clubs par nageuse y participant, en plus des points obtenus en valeur individuelle ;
- la deuxième étape est organisée au niveau inter-régional et après sélection dans les régions des meilleures nageuses de la première étape, selon directives de la Direction technique nationale (DTN) ;
- la troisième étape est organisée au niveau national et concerne les meilleures nageuses minimes première année, classées à la suite de la deuxième étape (nombre à déterminer par la DTN).

Les meilleures nageuses de chaque catégorie d'âge participeront à un stage de regroupement national. Le nombre de nageuses par catégorie, ainsi que les conditions de participation à ces stages seront précisés par la DTN dans la circulaire d'évaluation des jeunes.

#### Sponsors
L'équipe française de natation synchronisée (FFN) est sponsorisée par Arena dès 2005. En 2018, le principal équipementier de l'équipe de France est la marque TYR Sport.

### Québec

#### Catégories
Au Québec, les catégories sont (jusqu'à l’automne 2015) :
- initiation (non-compétitif) ;
- apprenti (catégorie d'âge U10, U12 et ouverte) ;
- aspirant (catégorie d'âge U12, U14 et ouverte) ;
- défi (catégorie d'âge U12, 13-15 ans et ouverte) ;
- intermédiaire (catégorie d'âge ouverte) ;
- performance :
  - catégorie d'âge 10 ans et moins, 12 ans et moins, 13-15 ans, 16-18 ans, junior FINA, senior FINA,
  - Catégorie d'âge U-12, 13-15 ans et 16-18 ans ;
- maître (catégorie réservée aux gens de plus de 21 ans).

À partir de l'automne 2015, les catégories ont changé comme suit :
- Réseau participatif (1-2 h par semaine)[27] : 8 ans et moins, 9-10 ans, 11-12 ans, 13-15 ans, 16-19 ans, adultes, athlètes handicapés ;
- Compétitif au provincial (6-18 h / semaine), réseau des "Bouts de choux" (7-8 ans, 9-10 ans), réseau des benjamines (12 ans et moins, 11-12 ans) :
  - Réseau A (13-15 ans, 16-19 ans),
  - Réseau AA (13-15 ans, 16-19 ans) ;
- Compétitif au national (21 h et + par semaine), réseau performance (FINA, 13-15 ans, junior, senior, maîtres).

#### Compétitions
La compétition de figures imposées et d'éléments obligatoires est réservée au réseau "Performance". Les résultats donnés se font selon les catégories d'âges. Les figures imposées valent pour 70 % et la flexibilité vaut pour 30 % de la note finale.

##### Compétition de routines
Cette compétition est conçue pour les athlètes des réseaux "Développement", "Intermédiaire" et "Inter +". Les résultats seront donnés selon les catégories d'âges et les épreuves (solo, duo, équipe, combiné libre). Le résultat de la routine vaut pour 70 % et la flexibilité vaut pour 30 % de la note finale.
Cette compétition est réservée au réseau "Performance". Les résultats seront donnés selon les catégories d'âges et les épreuves (solo, duo, équipe, combiné libre). Le résultat de la routine vaut pour 70 % et la flexibilité vaut pour 30 % de la note finale.

##### Finale régionale des Jeux du Québec
La finale régionale des Jeux du Québec est réservée aux athlètes des réseaux "Novice", "Développement", "Intermédiaire" et "Inter +". Les résultats sont donnés selon les catégories d'âge et les épreuves : solo, duo, équipe et combiné libre (réservée au réseau "Intermédiaire"). La note de championnat est répartie en 50 % routine et 50 % figures imposées. Cette compétition détermine les athlètes qui seront qualifiés pour les Jeux de Synchro Québec et, une année sur deux, elle détermine les athlètes qui seront qualifiés pour les Jeux du Québec, compétition réservée au réseau "Intermédiaire".

##### Compétition d’équipe
Cette compétition est réservée aux athlètes des réseaux "Développement", "Intermédiaire", "Inter +" et "Performance". Les résultats sont donnés selon le réseau et selon l'épreuve. La note de championnat est divisée de la façon suivante : 30 % routine, 25 % éléments obligatoires, 15 % flexibilité, 15 % landrill et 15 % déplacement.

##### Championnat de sélection
Cette compétition est réservée au réseau "Performance". Les résultats sont donnés par catégorie d'âge et par épreuve (solo, duo, équipe). La note du championnat est divisée de la façon suivante : 35 % routine, 35 % figures imposées et 30 % flexibilité.

##### Compétition interrégionale
Cette compétition est une qualification pour la coupe du Président (réseaux "Novice" et "Maître") et pour le championnat québécois (réseaux "Développement", "Intermédiaire" et "Inter +"). Elle est réservée aux réseaux "Novice", "Développement", "Intermédiaire", "Inter +" et "Maître". Les résultats sont donnés selon la catégorie d'âge et l'épreuve : solo, duo, équipe, trio (réservé au réseau "Maître"), combiné libre (réservé au réseau "Intermédiaire"). La note du championnat est divisée selon la façon suivante : 35 % routine, 35 % figures imposées et 30 % flexibilité.

##### Jeux de Synchro Québec
Cette compétition est réservée aux réseaux "Développement", "Intermédiaire" (une année sur deux) et "Inter +". Les résultats sont donnés par catégorie d'âge et par épreuve (solo, duo, équipe, combiné libre réservé au réseau "Intermédiaire"). La note totale du championnat est divisée de la façon suivante : 50 % routine et 50 % figures imposées.

##### Jeux du Québec
Cette compétition est réservée au réseau "Intermédiaire". Les résultats sont donnés selon les catégories d'âge et par épreuve (solo, duo, équipe, combiné libre). La note de championnat est divisée de la façon suivante : 50 % routine et 50 % figures imposées.

##### Compétition groupe d’âge
Cette compétition est réservée aux réseaux "Novice", "Développement", "Intermédiaire", "Inter +" et "Performance". Les résultats sont donnés selon la catégorie d'âge, de 8 ans à 16 ans et plus, selon l’épreuve (uniquement solo et duo). La note de championnat est divisée de la façon suivante : 30 % routines, 35 % figures imposées, 20 % flexibilité et 15 % tests d’habiletés.

##### Coupe du Président
Cette compétition est réservée aux réseaux "Novice" et "Maître". Les résultats de la compétition sont donnés selon la catégorie d'âge et selon l’épreuve : solo, duo, équipe, trio (réseau "Maître" seulement). La note de championnat est divisée de la façon suivante : 35 % routine, 35 % figures imposés et 30 % flexibilité.

##### Championnat québécois
Cette compétition est réservée aux réseaux "Développement", "Intermédiaire" et "Inter +". Les résultats de la compétition sont donnés selon la catégorie d'âge et selon l'épreuve : solo, duo, équipe, combiné libre (réseau "Intermédiaire" seulement).